# Juan Emeterio Martínez Camps
Juan Emeterio Martínez Camps (Santiago, 13 de septiembre de 1909 - ibidem, 25 de septiembre de 1998) fue un contador y político chileno.

## Biografía
Nació en Santiago, el 13 de septiembre de 1909. Hijo de Juan Martínez Vásquez y María Camps Márquez. Se casó con Julia Esteban A. y tuvieron cuatro hijos. En segundo matrimonio con María Consuelo Saavedra Jarpa, tuvieron dos hijos.
Estudió en la Escuela Pública N.°9 de Santiago y posteriormente, en el Liceo y en el Instituto Superior de Comercio de Valparaíso, En 1929 se tituló como contador con la memoria "Contabilidad pública".

### Carrera política
Integró las filas del Partido Radical donde asumió diferentes responsabilidades: presidió la Asamblea Radical de la Novena Comuna de Santiago; fue delegado a Convenciones; delegado provincial y dirigente nacional; y miembro del Tribunal Supremo.
En 1930 fue ayudante de contador en el Ministerio de Agricultura y entre 1942 y 1947, contador jefe del Departamento de Enología y Viticultura.
Entre 1947 y 1952 fue regidor por Santiago; representante de la Municipalidad ante el Consejo de la Caja de Empleados y Obreros Municipales; delegado de Chile ante el Congreso Interamericano de Municipios; presidente de las Comisiones de Asuntos Legales y de la de Hacienda de la Ilustre Municipalidad de Santiago.
En 1953 fue elegido diputado por la Séptima Agrupación Departamental de "Santiago", Primer Distrito, período 1953-1957. Integró la Comisión Permanente de Gobierno Interior y la de Economía y Comercio.
En 1957 fue reelecto diputado por la Séptima Agrupación Departamental, período 1957-1961.
En 1961 fue nuevamente electo diputado por la Séptima Agrupación Departamental, período 1961-1965. Integró la Comisión Permanente de Relaciones Exteriores. En agosto de 1961 viajó a China junto a su esposa y el diputado Raúl Juliet Gómez; el día 6 del dicho mes se reunieron en Beijing con el Primer Ministro Zhou Enlai.
En 1965 fue reelecto diputado por la Séptima Agrupación Departamental, período 1965-1969. Integró la Comisión Permanente de Relaciones Exteriores.
En alguno de sus períodos de diputado fue miembro de la Comisión Especial de Viviendas para Empleados y Obreros Municipales, la que presidió.
En 1971 viajó a la República Popular China en su calidad de dirigente del Instituto Chileno-Chino de Cultura. El 29 de agosto de ese mismo año nuevamente se reunió en Beijing con el Primer Ministro Zhou Enlai.
A principios de la década del 70 se integró al Partido Izquierda Radical y con la transición a la democracia en 1989 integró el Partido Socialdemocracia Chilena, donde fue vocal de la primera directiva, que luego se unió al Partido Radical y pasó a llamarse Partido Radical Socialdemócrata.
Falleció en Santiago, el 25 de septiembre de 1998.